# Berlats
Berlats é uma comuna francesa na região administrativa da Occitânia, no departamento de Tarn. Estende-se por uma área de 10.45 km², e possui 104 habitantes, segundo o censo de 2018, com uma densidade de 10.0 hab/km².